# McLaren 750S

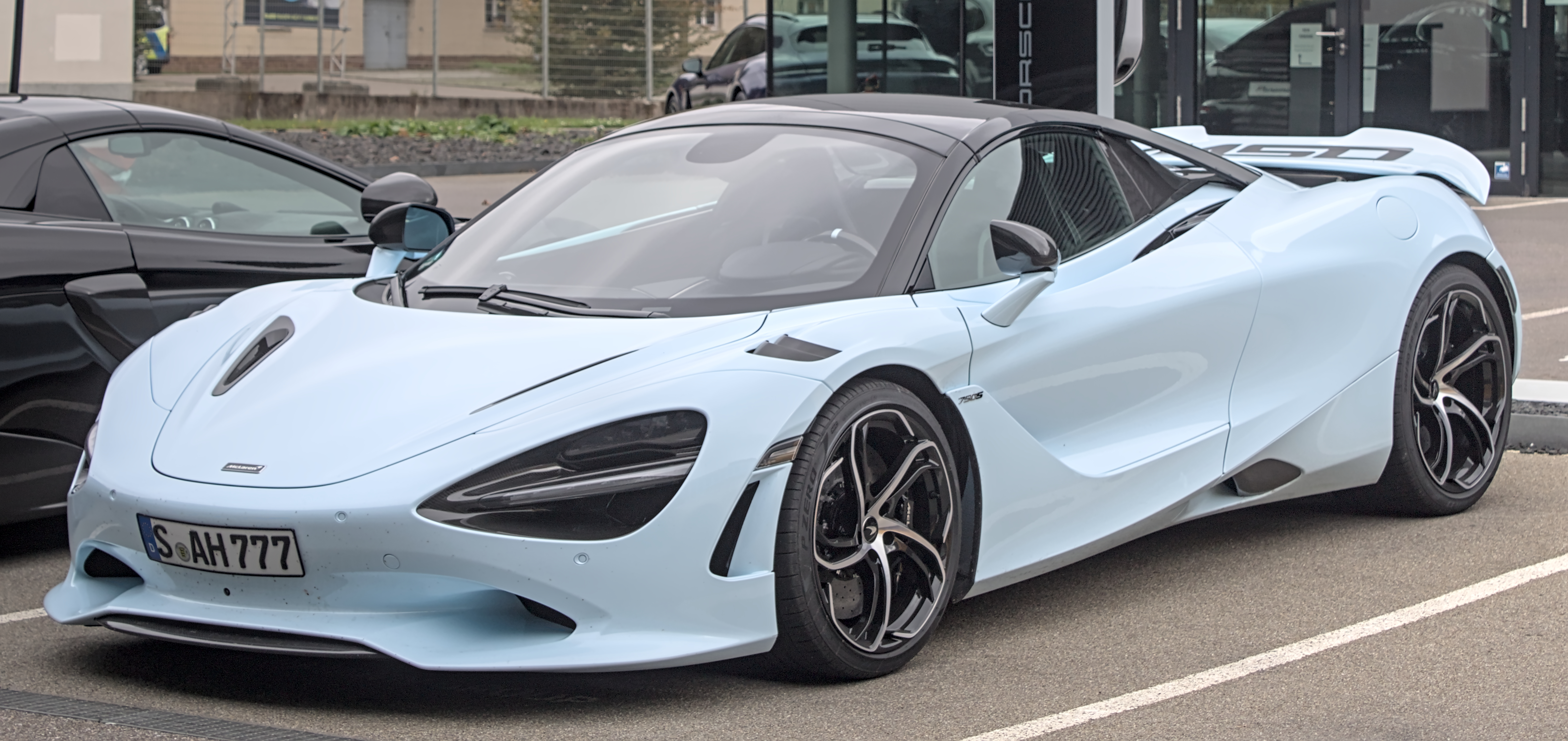
Mclaren 750S Spider

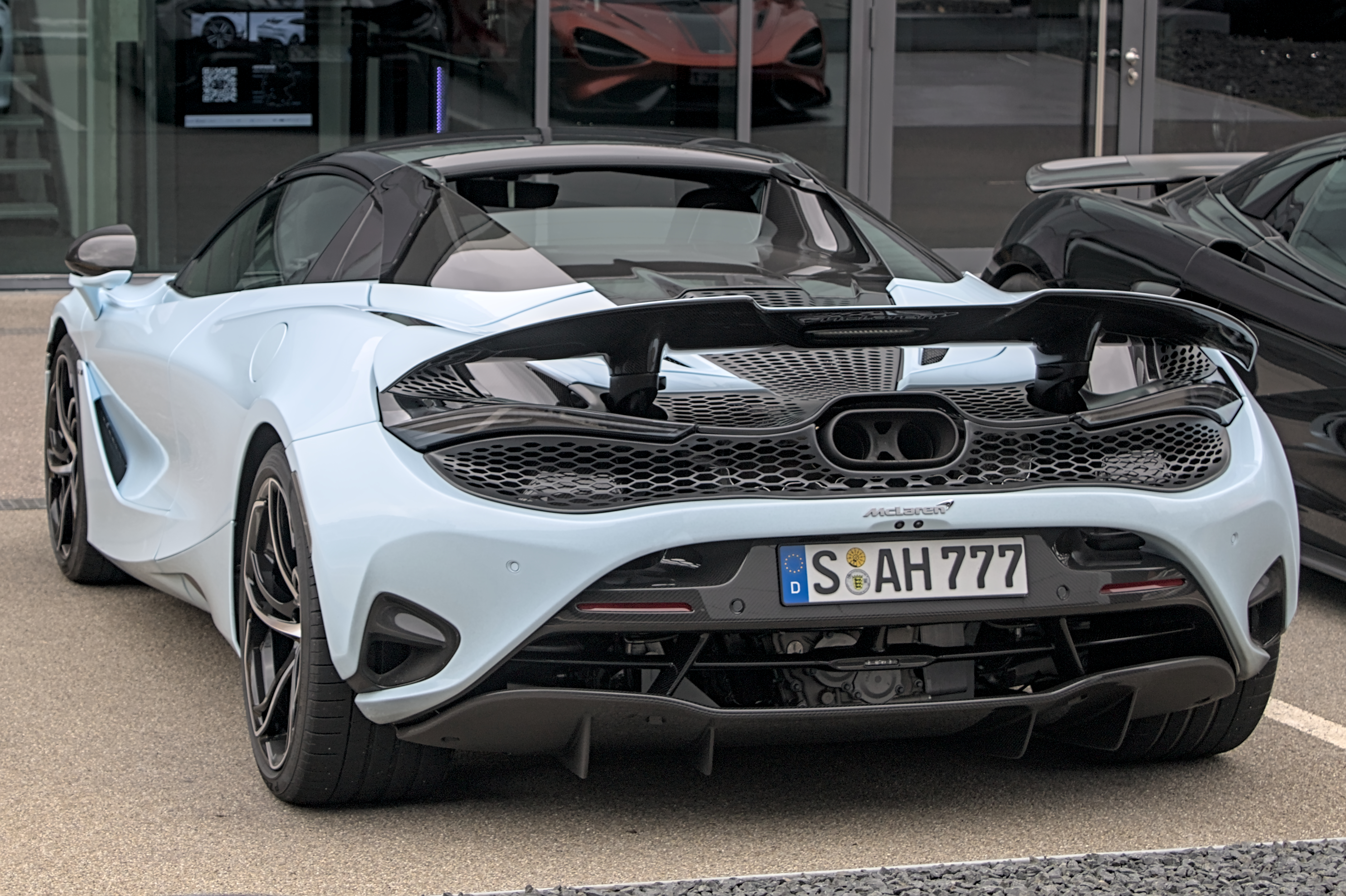
Heckansicht

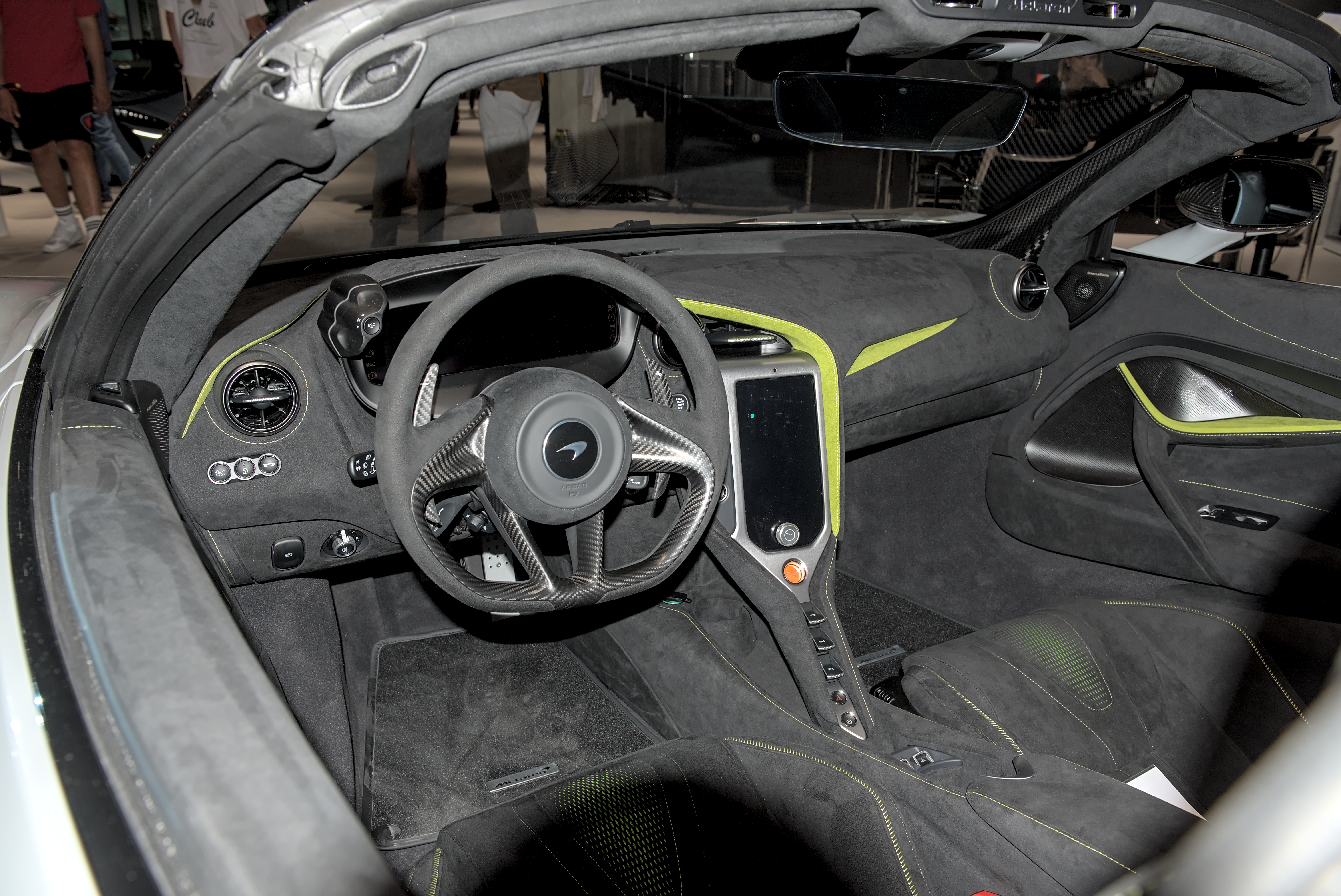
Innenansicht

Der McLaren 750S ist ein Sportwagen von McLaren und voraussichtlich das letzte Modell des Herstellers ohne teilelektrifizierten Antrieb.

## Geschichte
Vorgestellt wurde das Nachfolgemodell des 720S, dessen Produktion im Dezember 2022 endete, als Coupé und als Spider im April 2023. Ausgeliefert wird der 750S seit Ende 2023. In der Motorpresse wird das Fahrzeug als Ergebnis umfangreicher Modellpflege des 720S bezeichnet. Rund 30 Prozent der Bauteile sollen entweder neu entwickelt oder verändert worden sein.
Anlässlich des dreißigjährigen Jahrestags des Siegs eines McLaren F1 GTR beim 24-Stunden-Rennen von Le Mans 1995 präsentierte der Hersteller im Juni 2025 das auf 50 Exemplare limitierte Sondermodell Le Mans. Es hat eine verbesserte Aerodynamik sowie verschiedene LM-Logos im Innenraum.

## Technische Daten
Gegenüber dem Vorgängermodell leistet der bekannte 4,0-Liter-V8-Ottomotors mit Biturboaufladung 22 kW (30 PS) mehr. Das 7-Gang-Doppelkupplungsgetriebe aus dem 720S wurde überarbeitet und hat eine kürzere Endübersetzung. Dadurch verbessert sich das Beschleunigungsverhalten. Die Höchstgeschwindigkeit sinkt hingegen von 341 km/h auf 332 km/h.
|                                             | 750S Coupé                     | 750S Spider                    |
| Bauzeitraum                                 | seit 04/2023                   | seit 04/2023                   |
| Motorkenndaten                              |                                |                                |
| Motortyp                                    | V8-Ottomotor                   | V8-Ottomotor                   |
| Motoraufladung                              | Biturbo                        | Biturbo                        |
| Ventile/Nockenwellen                        | 4 pro Zylinder/4               | 4 pro Zylinder/4               |
| Hubraum                                     | 3994 cm³                       | 3994 cm³                       |
| Bohrung × Hub                               | 93,0 × 73,5 mm                 | 93,0 × 73,5 mm                 |
| max. Leistung bei min−1                     | 552 kW (750 PS) / 7500         | 552 kW (750 PS) / 7500         |
| max. Drehmoment bei min−1                   | 800 Nm / 5500                  | 800 Nm / 5500                  |
| Kraftübertragung                            |                                |                                |
| Antrieb                                     | Hinterradantrieb               | Hinterradantrieb               |
| Getriebe, serienmäßig                       | 7-Gang-Doppelkupplungsgetriebe | 7-Gang-Doppelkupplungsgetriebe |
| Messwerte                                   |                                |                                |
| Höchstgeschwindigkeit                       | 332 km/h                       | 332 km/h                       |
| Beschleunigung, 0–100 km/h                  | 2,8 s                          | 2,8 s                          |
| Beschleunigung, 0–200 km/h                  | 7,2 s                          | 7,3 s                          |
| Beschleunigung, 0–300 km/h                  | 19,8 s                         | 20,4 s                         |
| Leergewicht                                 | 1389 kg                        | 1438 kg                        |
| Kraftstoffverbrauch auf 100 km (kombiniert) | 12,2 l Super Plus              | 12,2 l Super Plus              |
| CO2-Emissionen (kombiniert)                 | 276 g/km                       | 276 g/km                       |
| Abgasnorm                                   | Euro 6                         | Euro 6                         |